# Karl Vilmundarson
Karl Friðrik Vilmundarson (ur. 6 grudnia 1909, zm. 2 czerwca 1983 w Reykjavíku) – islandzki lekkoatleta, wieloboista.
Podczas igrzysk olimpijskich w Berlinie (1936) nie ukończył dziesięcioboju.
Wielokrotny mistrz kraju w różnych konkurencjach (bieg na 110 metrów przez płotki, skok o tyczce, skok w dal, trójskok, rzut dyskiem, pięciobój lekkoatletyczny).